# Lee Harvey Osmond
I Lee Harvey Osmond (stilizzato in LeE HARVeY OsMOND) sono un gruppo canadese di folk psichedelico, guidato da Tom Wilson, musicista con alle spalle vari progetti musicali tra cui i Junkhouse e i Blackie and Rodeo Kings.
Il loro album d'esordio, A Quiet Evil del 2010 uscito per Latent Recordings, è nato dalla collaborazione di Michael Timmins dei Cowboy Junkies e Josh Finlayson degli Skydiggers. A questo primo lavoro hanno partecipato Margo Timmins, Andy Maize e Suzie Vinnick. L'album è stato nominato al Polaris Music Prize del 2010.
Nel 2013 è uscito il loro secondo album, The Folk Sinner, prodotto da Timmins. L'album ha ricevuto la nomination ai Juno Award del 2014 come miglior Roots & Traditional Album.
Nel 2015 è uscito il loro terzo album Beautiful Scars.

## Formazione
- Tom Wilson (voce, chitarra)
- Aaron Goldstein (chitarre)
- Cam Malcolm (basso)
- Brent Titcomb (percussioni, voce)
- Ray Farrugia (batteria)

## Discografia

### Album
- 2010 - A Quiet Evil
- 2013 - The Folk Sinner
- 2015 - Beautiful Scars
- 2017 - Live from Latent Lounge (solo digitale)
- 2019 - Mohawk